# Tradições matrimoniais ucranianas
O casamento ucraniano é a tradicional cerimônia de casamento na cultura ucraniana, tanto na Ucrânia quanto na diáspora ucraniana.  O tradicional casamento ucraniano apresentava uma rica variedade de música folclórica e canto, dança e arte visual, com rituais que remontam à era pré-cristã.  Com o tempo, as antigas tradições e símbolos pagãos foram integrados aos símbolos cristãos.

## Rituais de casamento tradicionais

### Noivado
Dia de Ivan Kupala - Na véspera da celebração de Dia de Ivana Kupala, pessoas caminham pelas florestas em busca da flor de paporot, que traz grande riqueza.  Mulheres solteiras, usando uma coroa de flores ucraniana, são as primeiras a entrar na floresta.  Elas são seguidas por homens jovens.  Se o casal sai com o rapaz usando a coroa da menina, eles estão dispostos a se casar.
Pagando o resgate - O noivo deve ir à casa dos pais da noiva e oferecer um resgate para conseguir sua noiva.  As damas de honra protegem a noiva de ser "roubada" sem um resgate.  Primeiro, o noivo oferece algo valioso, geralmente dinheiro ou jóias para a noiva.  Os pais da noiva trazem uma mulher ou homem vestido de noiva e coberto com um véu, para que o noivo não possa ver seu rosto.  Quando o noivo percebe que não é sua noiva, ele pede seu verdadeiro amor, e a família exige um resgate maior porque ela é valiosa.  Uma vez negociado o resgate, a família da noiva oferece a noiva ao noivo.
Se os pais da noiva encontrarem o noivo na porta com uma abóbora, isso significa que sua oferta de casamento não foi aceita nem pela noiva nem por sua família, e a abóbora é algo para ele carregar, para que ele não saia de mãos vazias.
Blahoslovennia - Esta é uma bênção ritual da noiva e do noivo por seus pais.  Geralmente ocorre pouco antes da cerimônia de casamento.  A noiva e o noivo em suas próprias casas com seus pais e avós realizam esse ritual.  Quando o noivo chega como a casa da noiva, depois que ele pagou o resgate por sua noiva, a noiva e o noivo realizam este ritual juntos, na frente de ambos os pais.  Na cerimônia de bênção combinada, o mais velho (starosta) pede primeiro aos pais do casal que se sentem em bancos.  Uma vez sentado, um longo pano bordado, o rushnyk é colocado em seu colo, e todos recebem um pedaço do pão de casamento.  O starosta recita um texto cerimonial como o seguinte: "Como estes dois filhos estão diante de sua própria mãe, antes de seu pai, diante de seus tios, diante de seus padrinhos; talvez eles não ouviram a um de vocês, peço que perdoem e abençoá-los. "  Em ucraniano, a palavra proschannia é usada para descrever alguém que perdoa suas ofensas, além de se despedir delas.  Em seguida, os membros da família repetem "Bih sviatyi" (que o Santo Deus te perdoe e abençoe) três vezes.  O casal então se curva a seus pais e beija seus rostos, mãos e pés.  Essa bênção é realizada três vezes.  Este ritual simboliza o perdão por quaisquer pecados e uma bênção do casamento dos pais.

### Cerimônia

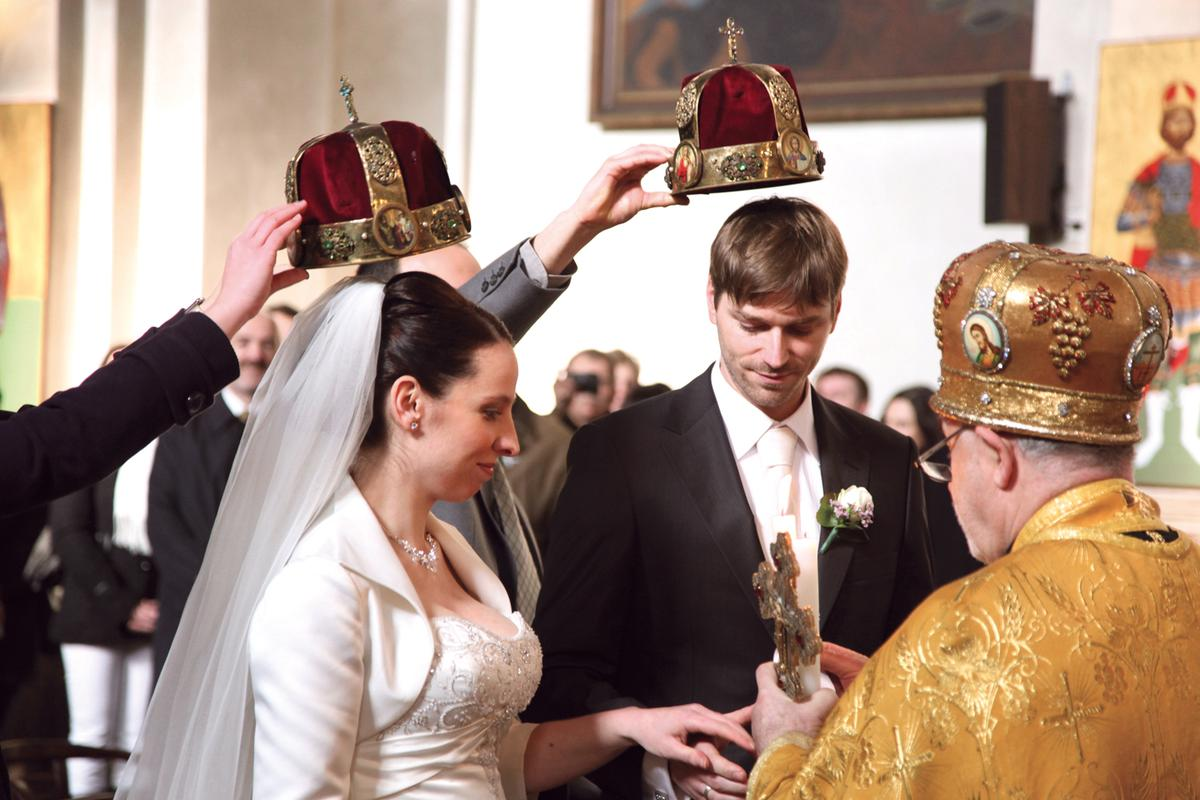
Casamento moderno da igreja Ortodoxa Oriental, cerimônia de coroação.

O casal entra em um rushnyk antes de fazer seus votos.  Tradicionalmente, quem pisa primeiro na toalha, terá a palavra final durante todo o casamento.
Durante a cerimônia de coroação em um casamento tradicional, o vinok da noiva é substituído por um ochipok e uma namitka que cobre o cabelo e significa que ela agora está casada.  O noivo também é coroado com um chapéu, simbólico dele aceitando a responsabilidade como homem.

### Vesíllia
A celebração do casamento pode durar dias e às vezes semanas, com dança, canto, longos brindes e uma festa que inclui toda a comunidade.

### Características
- Rushnyk - é um pano ritual longo bordado ucraniano.  Os rushnyks são parte muito importante da cerimônia e têm um significado simbólico.  Eles são muitas vezes parte do dote da noiva e têm pares de pássaros bordados sobre eles, representando o casal de noivos.[1]
- Svashky - é o coro de uma mulher que canta durante a cerimônia de casamento
- Korovai - é o pão de casamento cerimonial e simbólico.  Tradicionalmente, era um pão trançado grande e redondo, assado com farinha de trigo e decorado com bandeiras e estatuetas simbólicas, como sóis, luas, pássaros, animais e pinhas.[2]  Foi dado à noiva e ao noivo como uma bênção.[3]

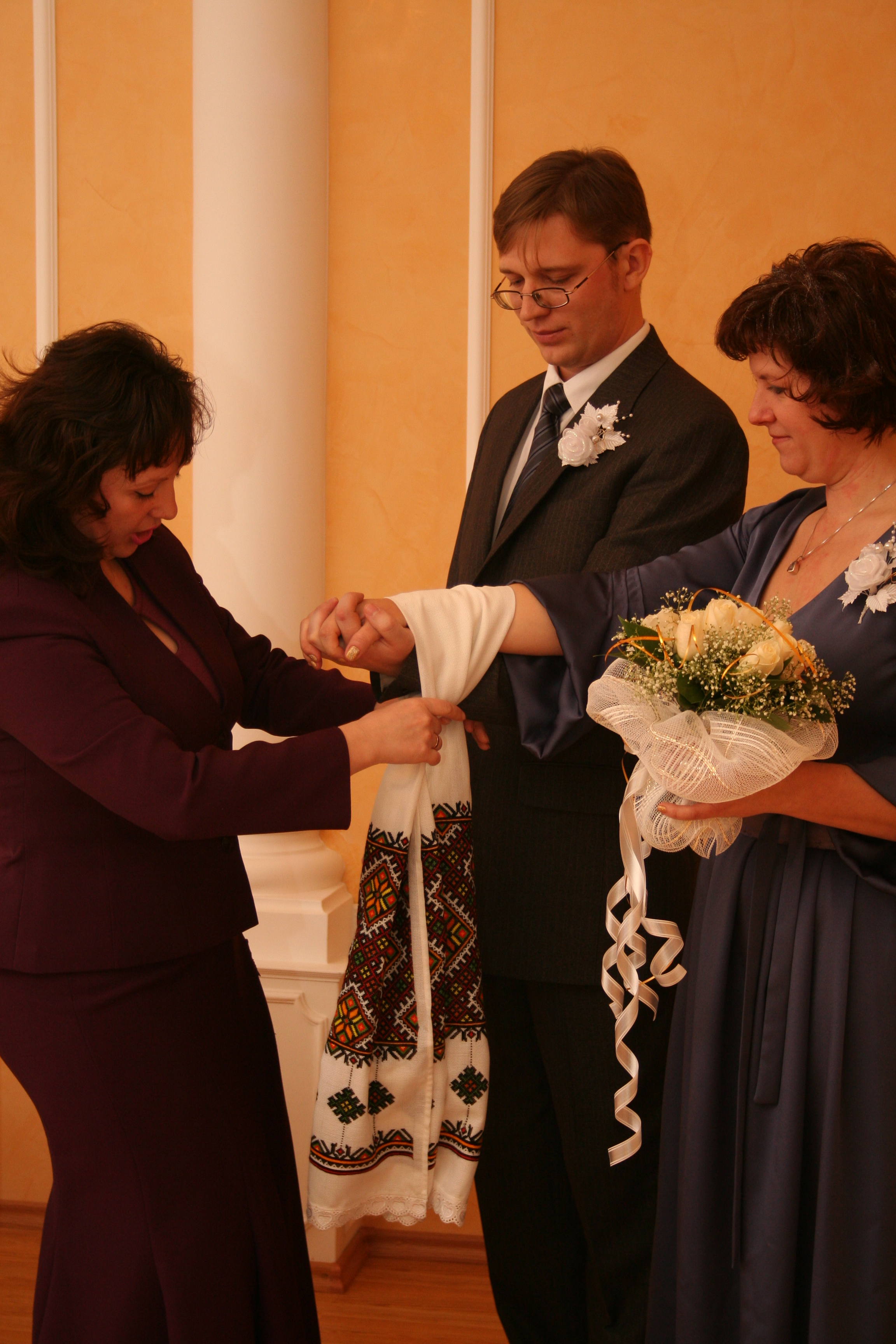
Jejum de mão em uma cerimônia civil

- Coroas de murta ou pervinca
- Pão e Sal
- Jejum de mão  Jejum de mão em uma cerimônia civil

## Canções tradicionais
- Horila sosna, palala (Pine estava queimando, estava em chamas)
- Bdzholy (abelhas, asas douradas)
- Nese Halia vodu (Helena carrega água)
- Byla mene maty (a mãe estava me batendo)
- Oy vyshnevomu sadu (Ei, em um jardim de cerejas)
- A kalyna ne verba (No entanto, o guelder rose não é um salgueiro)
- Oy na hori dva dubky (Ei, na colina são dois carvalhos)

## Localizações
- Igreja
- Civil

## Funerais
Jovens mulheres que morrem solteiras são enterradas em um vestido de noiva em algumas áreas.  A religião mais seguida na Ucrânia é a Ortodoxa Oriental e, quando se trata de funerais, ela tem regras rígidas.  O período de luto é muito importante e porque acredita-se que a alma da pessoa vagueia a terra por 40 dias, há cerimônias que pagam respeito aos mortos.  Acredita-se que no 3º dia a alma deixa o corpo, no 9º dia o espírito deixa o corpo e no 40º dia o corpo começa a morrer também.  Uma das partes mais importantes e interessantes de um funeral ucraniano é a preparação do corpo, que inclui lavar o corpo para se livrar dos pecados do mundo, mas isso é feito principalmente pela família e amigos, porque nas tradições ucranianas a família tem que cuidar do amado até o fim.  O próximo passo é vestir os mortos em roupas limpas e brancas como símbolo de pureza.  Em seguida, o corpo é colocado no caixão da casa da família e é deixado descansar por alguns dias.  Em seguida vem o velório que é feito na noite anterior ao funeral real e dura a noite inteira.  Nesta noite, amigos e familiares se reúnem em casa e choram pelo falecido.

## Casamentos na Literatura
- Natalka Poltavka ( em ucraniano:  Наталка Полтавка, Natalka from Poltava  ) é uma peça ucraniana escrita por Ivan Kotlyarevsky .
- Casamento Ucraniano ( em ucraniano:  Українcькe Beciлля em russo:  Ukrainskaya svad'ba    ) foi realizado pela primeira vez em 1851, com Semen Hulak-Artemovsky no papel do sogro.